# Hermann Paßmann (Unternehmer)
Hermann Paßmann (* 21. Dezember 1873 in Duisburg-Ruhrort; † 9. Januar 1954 in Heidelberg) war ein deutscher Unternehmer und Mäzen.

## Leben
Luis Hermann Paßmann war Besitzer der Gebr. Paßmann GmbH mit Sitz in Duisburg-Ruhrort und Niederlassung in Heidelberg, einer Holzhandlung mit Dampfsägewerk. Mitte der 1920er Jahre war Paßmann mit 17 Jagden der größte Jagdpächter im Odenwald. Ab 1927 wohnte Paßmann mit seiner Frau auch in Langenelz im badischen Odenwald und tat sich als Wohltäter hervor, weswegen ihm die Gemeinde Langenelz 1933 die Ehrenbürgerwürde verlieh. 1943 wurde er dann auch Ehrenbürger von Mudau.
Seit 1903 war Paßmann mit Irmgard, geborene Henning (1885–1967) verheiratet, deren Familie Mitbegründerin der Maschinenfabrik Bruchsal (später Tochter von Siemens & Halske) und in der Entwicklung und Herstellung von Eisenbahn-Signaltechnik tätig war und in der Villa Manesse in Heidelberg lebte.
Bestattet wurde Paßmann in der Familiengrabstätte des Wasserschlösschens Slangenburg (⊙) im holländischen Doetinchem, in der auch sein Vater Arnold Paßmann und seine Mutter Wilhelmina Passmann geb. Tinchon begraben sind. Auch findet sich dort das Grab seiner Frau Irmgard und seiner Tochter Edith Freifrau Rüdt von Collenberg-Hainstadt.

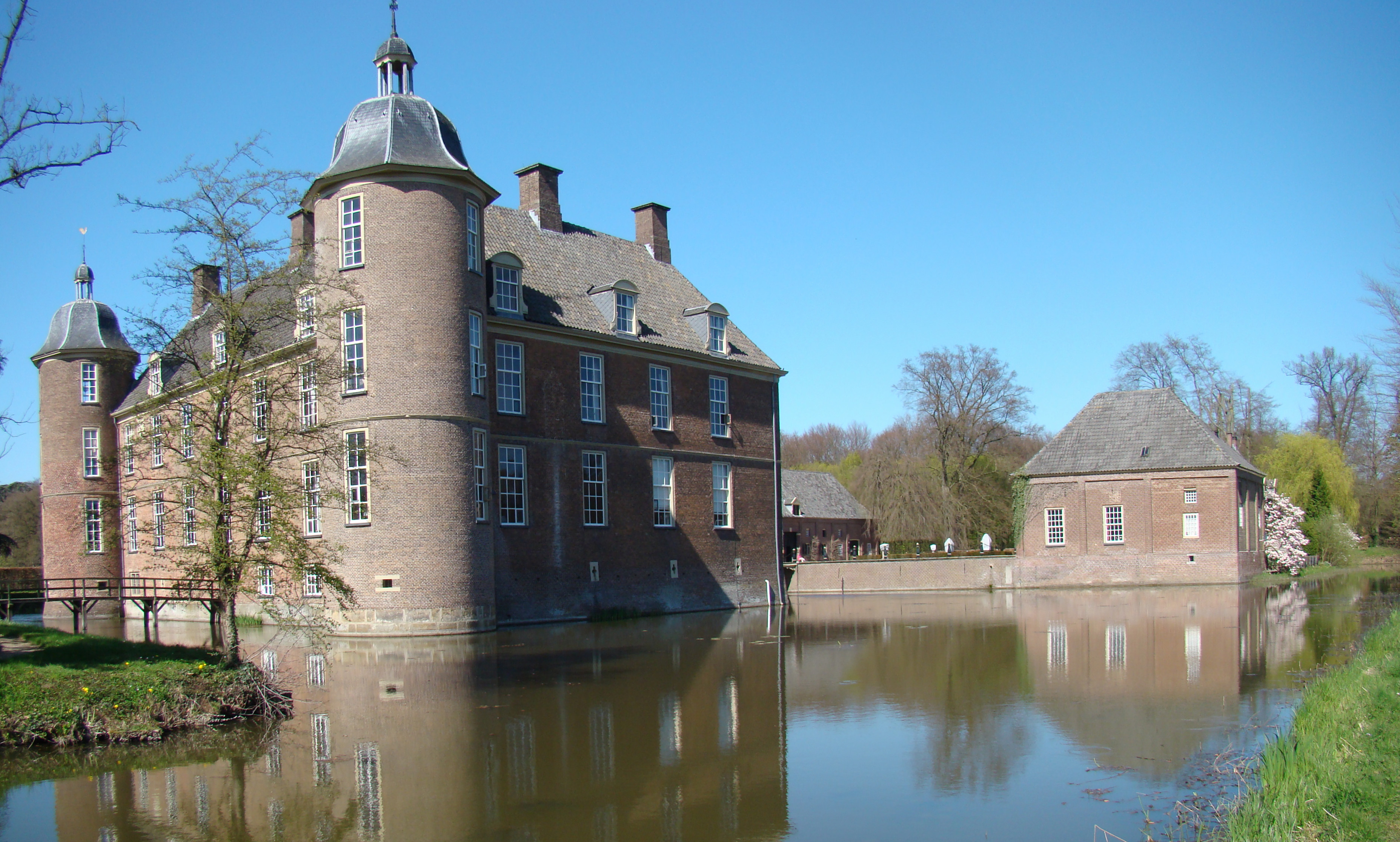
De Slangenburg in Doetinchem

## Veröffentlichungen
- Die modernen Probleme in der Grubenholzbelieferung des niederrheinisch-westfälischen Steinkohlengebietes. Verlag: Bär & Hermann, 1927